# Bahnhof Centurion

Streckenführung des Gautrain-Nahverkehrssystems

Der Bahnhof Centurion des südafrikanischen Nahverkehrssystems Gautrain ist ein Bahnhof auf dem Gebiet der Metropolgemeinde Tshwane im Stadtteil Centurion. Der oberirdisch angelegte Bahnhof befindet sich an der West Avenue zwischen Gerhard Street und Lenchen Avenue North östlich des Centurion Lake. Südlich des Bahnhofs liegt die Kreuzung John Vorster Drive / Nationalstraße N1 und nördlich von ihm die Kreuzung Jean Avenue / Nationalstraße N14
Der Bahnhof liegt an der Nord-Süd-Strecke des Gautrain zwischen deren Endpunkten Hatfield und Park Station. Passagiere mit dem Ziel OR Tambo International Airport müssen in der Station Sandton umsteigen. Der nächste mögliche Knotenpunkt mit Schienennahverkehrsverbindungen der PRASA besteht an der Pretoria-Station des Gautrain.

## Anschlüsse mit anderen Verkehrsträgern

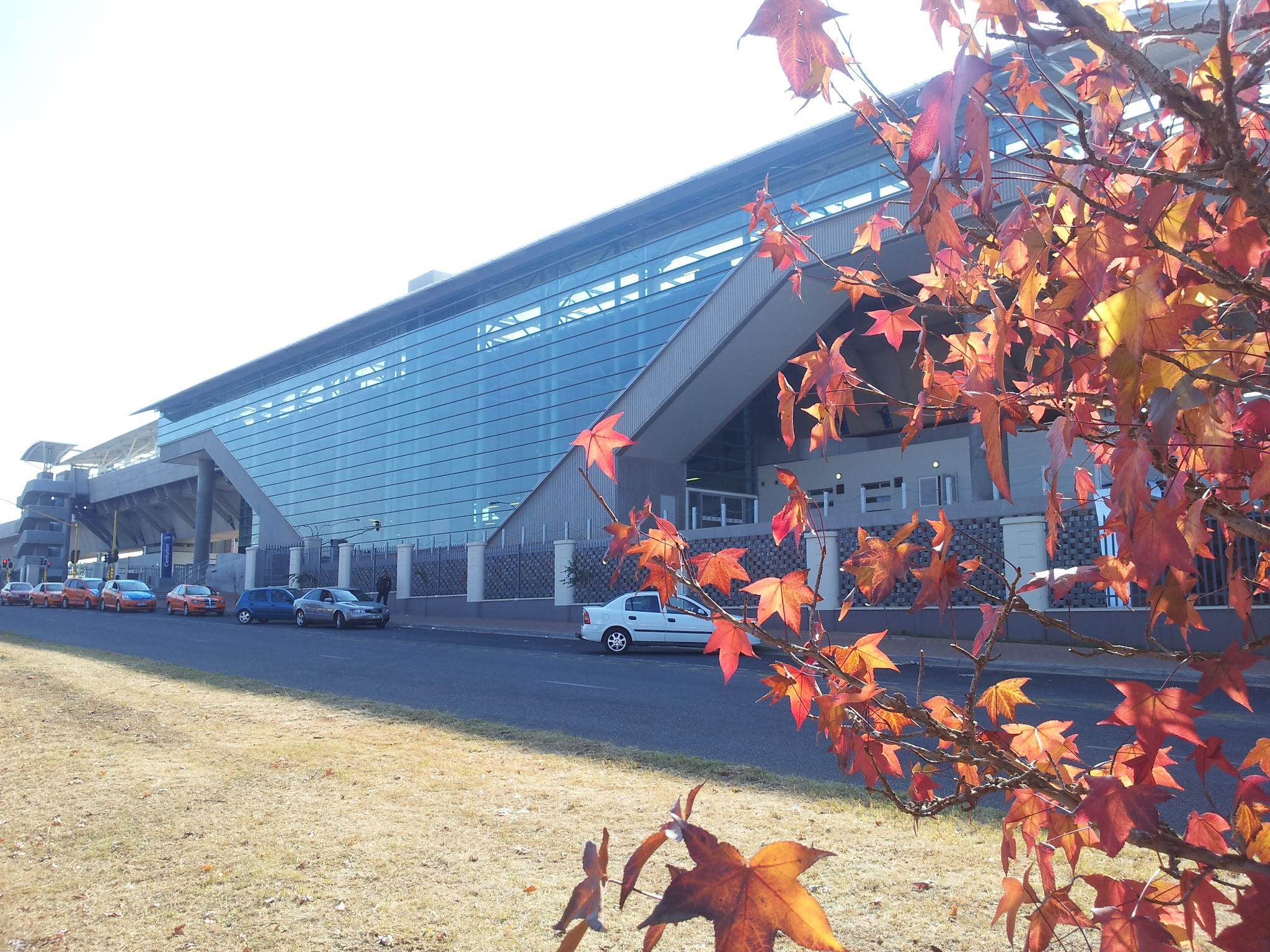
Centurion-Station

Die Station erreicht man mit verschiedenen Verkehrsträgern. Dazu zählen der Gautrain-Busservice für Gautrain-Passagiere, ein eigenes Zubringersystem an den Stationen. Hier handelt es sich um eines der ausgedehntesten Gautrain-Busdienste, die u. a. die Gebiete Wierda Park, Rooihuiskraal, Highveld Techno Park und Lyttelton Manor bedienen.
Nahe der Gautrain-Station befinden sich PKW-Stellplätze und Kurzzeitparkplätze.

## Urbane Funktionsbereiche und Sehenswürdigkeiten nahe der Station
- Sportareal Super Sport Park,
- Einkaufszone Centurion City,
- die Lake Towers, ein luxuriöser Gebäudekomplex an der Centurion Lakefront,
- Air Force Base Swartkop mit dem South African Air Force Museum,
- Air Force Base Waterkloof,
- ein geplantes internationales Kongresszentrum Tshwane International Convention Centre.

Das Bahnhofsareal wurde etwa in der Mitte von einem der längsten Viaduktbauten der Gautrain-Strecke angelegt.